# Кореновск (станция)
Корено́вск — железнодорожная станция Краснодарского региона Северо-Кавказской железной дороги в городе Кореновске Краснодарского края.
Железнодорожная станция находится на линии Тихорецкая—Краснодар I.
Через станцию проходят поезда дальнего следования, следующие из Центральной России и Сибири на курорты Краснодарского края.

### Общественный транспорт от станции
• Автобус № 2 следует от автостанции, через центр, мимо городского парка, «Сельхозтехники» и заканчивает маршрут на остановке «Железнодорожный вокзал».
• Автобус № 3 следует от техникума, мимо городского парка, через центр, на вокзал, затем идёт до «Региондорстроя», через МКК и снова прибывает на вокзал.
• Автобус № 4 следует через весь город с запада на восток. Начинает свой маршрут у Сада грёз, следует мимо магазина «Магнит Экстра», спортивного комплекса, городской площади, заканчивает маршрут на вокзале.

## Дальнее следование по станции
Через станцию курсируют следующие поезда дальнего следования:
| Круглогодичное обращение поездов | Круглогодичное обращение поездов | Круглогодичное обращение поездов | Круглогодичное обращение поездов |
| № поезда                         | Маршрут движения                 | № поезда                         | Маршрут движения                 |
| -------------------------------- | -------------------------------- | -------------------------------- | -------------------------------- |
| 13                               | Саратов — Адлер                  | 14                               | Адлер — Саратов                  |
| 113                              | Санкт-Петербург — Адлер          | 114                              | Адлер — Санкт-Петербург          |
| 127                              | Красноярск — Адлер               | 128                              | Адлер — Красноярск               |
| 129                              | Красноярск — Анапа               | 130                              | Анапа — Красноярск               |
| 343                              | Челябинск — Адлер                | 344                              | Адлер — Челябинск                |
| 345                              | Нижневартовск — Адлер            | 346                              | Адлер — Нижневартовск            |
| 353                              | Пермь — Адлер                    | 354                              | Адлер — Пермь                    |
| 389                              | Минск — Анапа                    | 390                              | Анапа — Минск                    |

| Сезонное обращение поездов | Сезонное обращение поездов        | Сезонное обращение поездов | Сезонное обращение поездов        |
| № поезда                   | Маршрут движения                  | № поезда                   | Маршрут движения                  |
| -------------------------- | --------------------------------- | -------------------------- | --------------------------------- |
| 205                        | Иркутск — Анапа                   | 206                        | Анапа — Иркутск                   |
| 229                        | Северобайкальск — Анапа           | 230                        | Анапа — Северобайкальск           |
| 235                        | Тында — Анапа                     | 236                        | Анапа — Тында                     |
| 243                        | Новокузнецк — Анапа               | 244                        | Анапа — Новокузнецк               |
| 249                        | Новокузнецк — Имеретинский курорт | 250                        | Имеретинский курорт — Новокузнецк |
| 453                        | Уфа — Новороссийск                | 454                        | Новороссийск — Уфа                |
| 455                        | Челябинск — Новороссийск          | 456                        | Новороссийск — Челябинск          |
| 457                        | Челябинск — Анапа                 | 458                        | Анапа — Челябинск                 |
| 461                        | Уфа — Адлер                       | 462                        | Адлер — Уфа                       |
| 465                        | Астрахань — Имеретинский курорт   | 466                        | Имеретинский курорт — Астрахань   |
| 481                        | Москва — Новороссийск             | 482                        | Новороссийск — Москва             |
| 501                        | Киров — Анапа                     | 502                        | Анапа — Киров                     |
| 503                        | Уфа — Анапа                       | 504                        | Анапа — Уфа                       |
| 505                        | Саратов — Имеретинский курорт     | 506                        | Имеретинский курорт — Саратов     |
| 509                        | Казань — Новороссийск             | 510                        | Новороссийск — Казань             |
| 519                        | Орск — Анапа                      | 520                        | Анапа — Орск                      |
| 521                        | Приобье — Новороссийск            | 522                        | Новороссийск — Приобье            |
| 535                        | Смоленск — Анапа                  | 536                        | Анапа — Смоленск                  |
| 537                        | Уфа — Адлер                       | 538                        | Адлер — Уфа                       |
| 545                        | Орск — Имеретинский курорт        | 546                        | Имеретинский курорт — Орск        |
| 589                        | Новый Уренгой — Тюмень — Адлер    | 590                        | Адлер — Тюмень — Новый Уренгой    |